# MC Alger
MC Alger, grundad 7 augusti 1921, är en fotbollsklubb i Alger i Algeriet. Klubben spelar säsongen 2021/2022 i Algeriets högstadivision, Ligue Professionnelle 1.
MCA grundades under tiden då Algeriet var koloniserat av Frankrike, och blev då den första muslimska fotbollsklubben i landet. Klubben hade sin storhetstid under 1970-talet, då den vann fem av sina sju ligatitlar. MCA blev även historiska genom att vinna trippeln säsongen 1975/1976, då klubben vann ligan, cupen samt föregångaren till afrikanska Champions League, African Cup of Champions Clubs. I finalen besegrade MCA regerande mästarna Hafia FC från Guinea, och blev därmed första algeriska klubb att vinna turneringen.

## Meriter i urval

### Nationella
- Ligue Professionnelle 1 (9):[3] 1971/1972, 1974/1975, 1975/1976, 1977/1978, 1978/1979, 1998/1999, 2009/2010, 2023/24, 2024/25
- Algeriska cupen (8): 1970/1971, 1972/1973, 1975/1976, 1982/1983, 2005/2006, 2006/2007, 2013/2014, 2015/2016
- Algeriska supercupen (3): 2006, 2007, 2014

### Internationella
- African Cup of Champions Clubs (1): 1976

## Placering tidigare säsonger
| Säsong  | Nivå | Liga                    | Placering | Referens | Notering |
| ------- | ---- | ----------------------- | --------- | -------- | -------- |
| 2014/15 | 1    | Ligue Professionnelle 1 | 12        | [ 4 ]    |          |
| 2015/16 | 1    | Ligue Professionnelle 1 | 12        | [ 5 ]    |          |
| 2016/17 | 1    | Ligue Professionnelle 1 | 2         | [ 6 ]    |          |
| 2017/18 | 1    | Ligue Professionnelle 1 | 5         | [ 7 ]    |          |
| 2018/19 | 1    | Ligue Professionnelle 1 | 6         | [ 8 ]    |          |
| 2019/20 | 1    | Ligue Professionnelle 1 | 2         | [ 9 ]    |          |
| 2020/21 | 1    | Ligue Professionnelle 1 | 7         | [ 10 ]   |          |
| 2021/22 | 1    | Ligue Professionnelle 1 | 8         | [ 11 ]   |          |
| 2022/23 | 1    | Ligue Professionnelle 1 | 3         | [ 12 ]   |          |
| 2023/24 | 1    | Ligue Professionnelle 1 | 1         | [ 13 ]   |          |
| 2024/25 | 1    | Ligue Professionnelle 1 | 1         | [ 14 ]   |          |